# Kuching
Kuching (579.900 abitanti nel 2006) è una città della Malaysia, capitale dello stato federale del Sarawak. È la quarta città della federazione per numero di abitanti, e la maggiore sull'isola del Borneo.

## Amministrazione
Amministrativamente la città coincide con il distretto omonimo, ed è suddivisa in tre municipi, ognuno con il proprio sindaco. La zona a nord del fiume Sarawak, in cui si trova la parte più antica e il moderno distretto finanziario, è amministrata dal Dewan Bandaraya Kuching Utara (Municipio di Kuching Nord), mentre la zona a sud del fiume è amministrata dal Majlis Bandaraya Kuching Selatan (Consiglio di Kuching Sud). Le due parti della città sono distinte geograficamente (sono collegate solamente da tre ponti sul fiume Sarawak) ed etnicamente, dato che la maggior parte della popolazione di Kuching Nord è di etnia malese o bumiputra, mentre Kuching Sud ha una popolazione in maggioranza di etnia cinese. La terza area amministrativa, che comprende la parte restante del distretto, è il Majlis Perbandaran Padawan, formata dalle aree rurali intorno alla città.

## Storia
Fu fondata nel 1827 da Raja Pengiran Indera Mahkota, viceré del sultanato e governatore di Sarawak, presso Tanah Lidah, a dieci chilometri dal fiume Samarahan. L’arrivo del reale (1824-30) non fu tuttavia gradito dalle popolazioni locali, residenti nelle vicinanze, che finora si erano autoamministrate grazie a dei capi nobili, i Datus. Molte miniere d’oro e antimonio furono scoperte in quella zona nel XIX secolo, per gran parte di proprietà della famiglia regnante di Sambas; le popolazioni locali erano obbligate a lavorarvi in condizioni di schiavitù, e questo originò una rivolta.
L'odierno territorio del Sarawak ha fatto parte del sultanato del Brunei fino al 1838, quando l'area attorno a Kuching fu ceduta dal sultano Omar Ali Saifuddin II all'avventuriero inglese James Brooke, come ricompensa per l'aiuto nel sedare la ribellione dei popoli locali e per averlo restaurato sul trono. La città ed il territorio circostante divennero un regno autonomo sotto il controllo del Rajah Bianco James.
Da allora i suoi discendenti governarono Kuching prima autonomamente e poi (dal 1888) sotto protettorato inglese col titolo di Raja, fino all'occupazione giapponese del 1941. La città fece parte dell'Impero giapponese per tre anni e otto mesi, finché, l'11 settembre 1945 gli ufficiali giapponesi si arresero agli inglesi a bordo della dragamine HMAS Kapunda, nel porto della città.
Dopo la fine della Seconda guerra mondiale, il terzo e ultimo Raja, Charles Vyner Brooke, cedette Kuching e il Sarawak alla corona inglese. Dopo aver respinto alcuni tentativi di assorbimento da parte dell'Indonesia di Sukarno, nel 1963 il Sarawak ottenne l'indipendenza dalla Gran Bretagna e il 16 settembre 1963 entrò a far parte della Federazione Malese. Charles Brooke, esiliato, non accettò mai il fatto e continuò a definirsi "Raja in esilio" per il resto dei suoi giorni.

## Significato del nome
Il nome della città, nella lingua locale, significa "gatto", e Kuching è pertanto conosciuta come "La città dei gatti". Anche se non è chiaro se l'origine del nome derivi direttamente da quello del popolare felino, gli abitanti prendono sul serio l'appellativo della città, tanto che per le vie e le piazze di Kuching si possono incontrare numerose statue che raffigurano gatti, e a tale animale è dedicato un museo. Il simbolo della città è ovviamente un felino, e lo si trova riprodotto persino sui tombini. In novembre, e per un mese intero, si svolge il Pesta Meow, cioè il Festival del gatto.

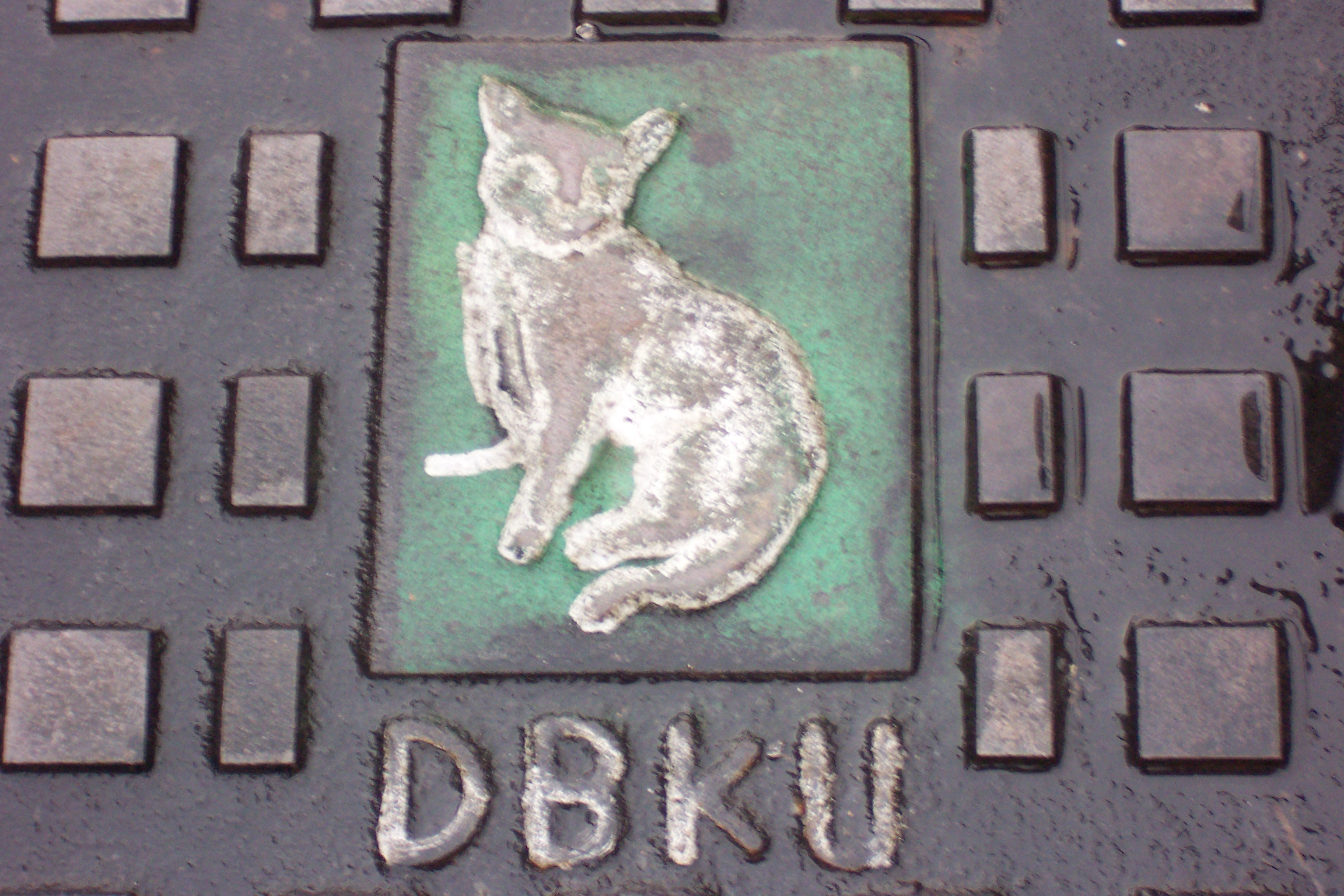
Simbolo di Kuching su un tombino
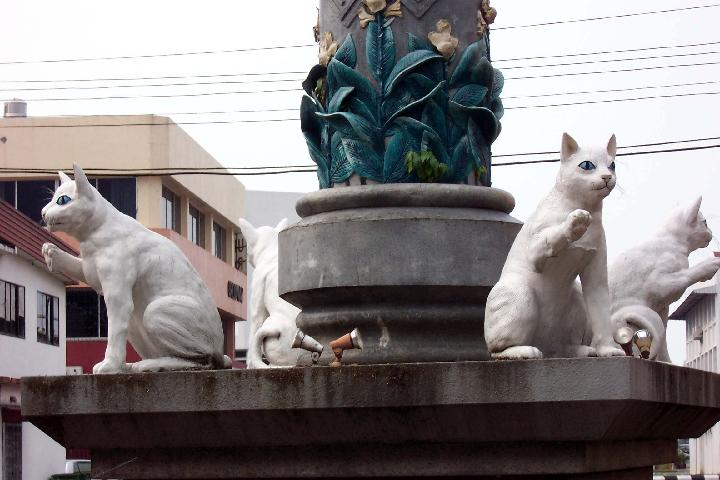
Statue di gatti a Kuching
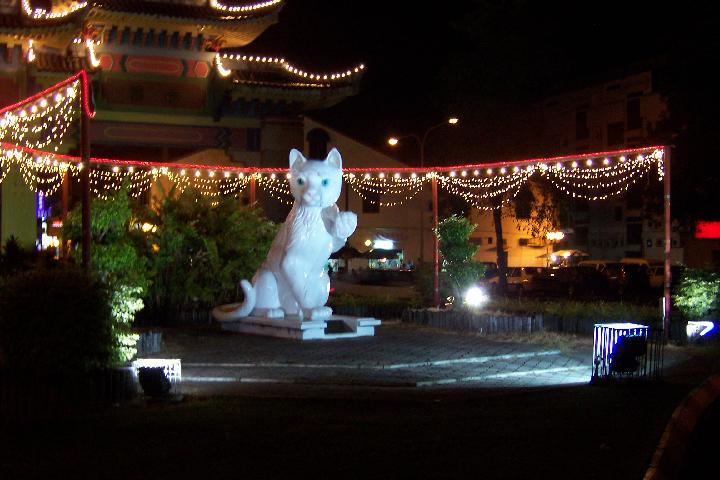
Statue di gatti a Kuching
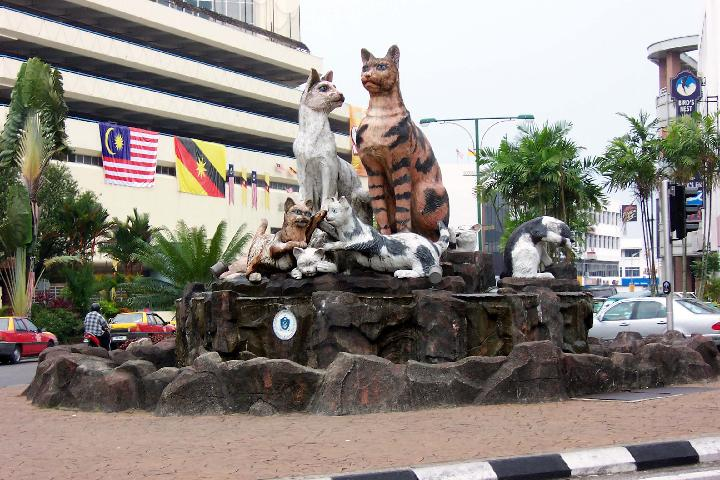
Statue di gatti a Kuching